# Aegyptopithecus zeuxis
Genre
Espèce
L'Aegyptopithecus, que l'on appelle aussi Singe de l'aube, est un genre fossile de primates simiiformes de l'Oligocène. Sa seule espèce connue, Aegyptopithecus zeuxis, vivait en Égypte il y a environ 30 millions d'années, dans ce qui était à l'époque une forêt tropicale chaude et humide.

## Historique
C'est dans la dépression du Fayoum, une région d'Égypte située au bord du désert saharien, à 100 km au sud-ouest de la ville du Caire, que le paléontologue américain Elwyn Simons découvre en 1965 les restes fossiles assez complets d'un représentant ancien du micro-ordre des singes catarrhiniens, ou singes de l'Ancien Monde.

## Classification phylogénétique
Cette espèce fossile est considérée aujourd'hui comme un taxon basal de singe catarrhinien, ou peut-être, comme un lointain ancêtre des Hominoidea et des Cercopithecoidea, les deux super-familles de singes actuels de l'Ancien Monde, apparues il y a environ 25 millions d'années.
Phylogénie des familles de singes, d'après Perelman et al. (2011) et Springer et al. (2012) :
| Cercopithecoidea | Cercopithecidae (Babouin, Macaque, Colobe…)                                                                   |
|                  | Cercopithecidae (Babouin, Macaque, Colobe…)                                                                   |
| Hominoidea       | \| \| Hylobatidae (Gibbon) \| \| \| \| \| \| Hominidae (Orang-outan, Gorille, Chimpanzé et Homme) \| \| \| \| |
|                  | \| \| Hylobatidae (Gibbon) \| \| \| \| \| \| Hominidae (Orang-outan, Gorille, Chimpanzé et Homme) \| \| \| \| |
|                  | Hylobatidae (Gibbon)                                                                                          |
|                  | |
|                  | Hominidae (Orang-outan, Gorille, Chimpanzé et Homme)                                                          |
|                  | |

|  | Hylobatidae (Gibbon)                                 |
|  |                                                      |
|  | Hominidae (Orang-outan, Gorille, Chimpanzé et Homme) |
|  |                                                      |

|  | Cebidae (Sapajou, Singes-écureuil, Ouistiti, Tamarin…)                                                  |
|  | |
|  | \| \| Pitheciidae (Saki, Ouakari, Titi…) \| \| \| \| \| \| Atelidae (Atèle, Singe-hurleur…) \| \| \| \| |
|  | |
|  | Pitheciidae (Saki, Ouakari, Titi…)                                                                      |
|  | |
|  | Atelidae (Atèle, Singe-hurleur…)                                                                        |
|  | |

|  | Pitheciidae (Saki, Ouakari, Titi…) |
|  |                                    |
|  | Atelidae (Atèle, Singe-hurleur…)   |
|  |                                    |

| Cercopithecoidea | Cercopithecidae (Babouin, Macaque, Colobe…)                                                                   |
|                  | Cercopithecidae (Babouin, Macaque, Colobe…)                                                                   |
| Hominoidea       | \| \| Hylobatidae (Gibbon) \| \| \| \| \| \| Hominidae (Orang-outan, Gorille, Chimpanzé et Homme) \| \| \| \| |
|                  | \| \| Hylobatidae (Gibbon) \| \| \| \| \| \| Hominidae (Orang-outan, Gorille, Chimpanzé et Homme) \| \| \| \| |
|                  | Hylobatidae (Gibbon)                                                                                          |
|                  | |
|                  | Hominidae (Orang-outan, Gorille, Chimpanzé et Homme)                                                          |
|                  | |

|  | Hylobatidae (Gibbon)                                 |
|  |                                                      |
|  | Hominidae (Orang-outan, Gorille, Chimpanzé et Homme) |
|  |                                                      |

|  | Cebidae (Sapajou, Singes-écureuil, Ouistiti, Tamarin…)                                                  |
|  | |
|  | \| \| Pitheciidae (Saki, Ouakari, Titi…) \| \| \| \| \| \| Atelidae (Atèle, Singe-hurleur…) \| \| \| \| |
|  | |
|  | Pitheciidae (Saki, Ouakari, Titi…)                                                                      |
|  | |
|  | Atelidae (Atèle, Singe-hurleur…)                                                                        |
|  | |

|  | Pitheciidae (Saki, Ouakari, Titi…) |
|  |                                    |
|  | Atelidae (Atèle, Singe-hurleur…)   |
|  |                                    |

## Caractéristiques
Ce singe est un quadrupède arboricole peu spécialisé sur le plan de l'appareil locomoteur et doté d'une longue queue. Son poids a été estimé à environ 7 kg pour une taille de 25 cm. La combinaison de caractères ancestraux et dérivés (museau allongé et caractères postcrâniens primitifs, orbites sur la face antérieure et denture modernes) traduit une évolution en mosaïque et fait apparaître ce primate fossile « comme le parfait archétype de notre ancêtre et de celui des grands singes ».